# الطباخون الأشرار
الطباخون الأشرار (بالألمانية Die bösen Köche) هي مسرحية مركبة من جزأين للكاتب الألماني غونتر غراس الحائز على جائزة نوبل للأدب سنة 1999، كتب الجزء الأول منها بعنوان الطباخون الأشرار سنة 1956 في باريس، وتم عرضها لأول مرة في برلين الغربية عام 1961،ترجمها للعربية محسن الدمرداش ومراجعة عطية العقاد وصدرت الطبعة الأولى سنة 2001 عن المجلس الوطني للثقافة والفنون والآداب ضمن سلسلة إبداعات عالمية عدد أكتوبر 332. بينما استلهم الجزء الثاني، الجرة المكسورة، من نص كلاسيكي للكاتب هاينريش فون كلايست يعود إلى أوائل القرن التاسع عشر. تنتمي هذه المسرحية إلى تيارات المسرح الحديث، وتطرح تساؤلات حول السلطة، الفساد، والإبداع، ضمن قالب يمزج بين الكوميديا السوداء ومسرح اللامعقول.

## خلفية
كتب غونتر غراس مسرحيته في مرحلة مبكرة من مسيرته الأدبية، لكنه لم يتمكن من عرضها إلا سنة 1961 في برلين الغربية. خلال الخمسينيات، كتب غراس مجموعة من المسرحيات، تتفاوت من حيث الطول والمضمون، لكنها لم تحقق نجاحًا يذكر في أوساط الجمهور أو النقاد، مما دفعه إلى تقليص نشاطه المسرحي والتركيز على الرواية والشعر، وهو ما أثمر لاحقًا أعمالًا بارزة مثل طبل الصفيح والسنوات الضوئية.ورغم الفتور النقدي الذي واجهته هذه النصوص في البداية، إلا أن "الطباخون الأشرار" تعد من النصوص اللافتة التي تعكس انشغال غراس بأسئلة السلطة والهوية والشر، وتثير تساؤلًا جوهريًا: هل تنتمي هذه المسرحية إلى مسرح اللامعقول؟ وهو تساؤل يبقى مفتوحًا، إذ إن العمل يحمل بعض خصائص العبث، مثل العبث اللغوي وتفكك الحبكة، لكنه لا يتخلى تمامًا عن البنية الدرامية الكلاسيكية.

## نبذة
تدور أحداث مسرحية الطباخون الأشرار في مطعم يُدعى "شوستر"، ويعمل فيه خمسة طباخين محترفين: بُتري، غرون، شتاخ، بني، وشتيمان المعروف بلقب فاسكو. ويتزعمهم طاهٍ رئيس يُدعى بشري. يُعالج العمل بشكل ساخر وغرائبي موضوع الغيرة المهنية والتواطؤ الجماعي ضد الآخر المختلف أو المبدع.تبدأ الأحداث بظهور زبون يُدعى هربرت شمنسكي، يُعرف بين الحاضرين بلقب الكونت، يتمكن من إعداد حساء أطلق عليه الزبائن اسم "حساء الرماد"، وينال استحسانًا يفوق ما اعتاده مطبخ المطعم. يشعر الطباخون بالتهديد من هذا النجاح غير المتوقع، ويقررون معرفة سر الوصفة بأي ثمن، حتى ولو بالقوة. يتحول المطبخ إلى فضاء للتآمر والتهديد، وتُطرح أسئلة ساخرة حول الذوق، الفن، والسلطة.ويغلب على النص الطابع الرمزي والتهكمي، ويستخدم غراس المطبخ كاستعارة لنظام اجتماعي مغلق يتآكل من الداخل، ويُفرز العنف دفاعًا عن الامتيازات المهنية. المسرحية مليئة بالتلميحات إلى صراعات السلطة، والمواقف المنافقة، وتفضح بؤس العلاقات الإنسانية في عالم فقد قيمه.

## الشخصيات
تتوزع الشخصيات بين طهاة، زبائن، وأفراد هامشيين في بنية المطعم والمجتمع. وتؤدي كل شخصية دورًا رمزيًا يسهم في كشف منظومة السلطة والفساد والشك الجماعي.

#### الطهاة:
- بشري: الطباخ الرئيسي، يتزعم الطاقم، ويمثل قناع السلطة المهنية المزعومة.
- بُتري: طباخ ضمن الفريق، يُظهر ولاءً للسلطة.
- غرون: طباخ متذمر، يميل إلى العدوانية.
- شتاخ: طباخ تقني وبارد، يرمز إلى البيروقراطية.
- بني (بنيامين): طباخ متردد، يمثّل بقايا ضمير في المجموعة.
- فاسكو (شتيمان): طباخ غامض، له ارتباط عائلي عبر عمته تيريزا، تزداد شكوكه أثناء تصاعد التوتر.

#### الزبائن والشخصيات الثانوية:
- هربرت شمنسكي (الكونت): زبون يعد حساء الرماد، يمثل "الغريب الناجح" الذي يهدد المنظومة المغلقة.
- كلترر: شخصية سلطة عليا، قد تمثل الإدارة العليا أو المشرف.
- مارتا: ممرضة، تُبرز البعد الإنساني في العمل.
- تيريزا: عمة فاسكو، تُبرز الخيط العائلي وسط البنية الرمزية.
- السيدة كولفسر: صاحبة مغسل، تمثل المجتمع الخارجي المتقاطع مع عالم المطعم.
- طهاة تابعون لكلترر: طاقم صامت ينفذ الأوامر دون سؤال، رمز للجماعة المطيعة.

## الجرة المكسورة
الجزء الثاني من هذا العمل المسرحي مخصص لعرض ملهاة كلاسيكية بعنوان الجرة المكسورة من تأليف هاينريش فون كلايست سنة 1802، وقد استلهمها من لوحة محفورة على النحاس للفنان الفرنسي J.J. Leveau بعنوان "القاضي" أو "الجرة المكسورة".تقع أحداث هذه المسرحية في إحدى قرى هولندا في أواخر القرن السابع عشر، حيث تُعقد محكمة يرأسها قاضٍ فاسد يدعى آدم، يحاول تبرئة نفسه من تهمة كسر جرة تخص امرأة تُدعى مارتا، وذلك عبر محاكمة عبثية يُديرها بنفسه. تنتمي المسرحية إلى بنية الملهاة القضائية الكلاسيكية، حيث تلتزم بوحدة الزمان والمكان، وتتمحور حول الكشف التدريجي للحقيقة، بأسلوب يمزج بين الفكاهة والفضح الأخلاقي.يرى بعض النقاد أن هذه الملهاة، من حيث البناء والرمزية، تذكر ببنية مسرحية أوديب ملكًا، حيث يكون الجاني هو ذاته القاضي، ما يعمق البعد التراجيدي الساخر.

## العلاقة بين المسرحيتين
يؤدي الجمع بين الطباخون الأشرار والجرة المكسورة إلى خلق نوع من الحوار التاريخي والدرامي بين السلطة القضائية في نص كلايست والسلطة المهنية في نص غراس. كلا العملين يكشفان عن آليات التواطؤ والكذب حينما يتعلق الأمر بحماية الامتيازات، كما يسخران من الادعاء بالنزاهة في مواجهة الفعل المفسد.إن عرض المسرحيتين معًا لا يعكس فقط اهتمام غونتر غراس بالفن المسرحي الأوروبي الكلاسيكي، بل يكشف أيضًا عن رؤيته المتشائمة للمؤسسات الاجتماعية التي تُمارس السلطة باسم النظام أو الخبرة، وتستخدم العنف والتمويه لقمع الآخر المبدع أو الخارج عن السرب.